# 34ns Premis del Cinema Europeu
Els 34ns Premis del Cinema Europeu, presentats per l'Acadèmia del Cinema Europeu, van reconèixer l'excel·lència del cinema europeu. La cerimònia va tenir lloc l'11 de desembre de 2021 al Mercedes-Benz Arena de Berlín. A causa de l'evolució desfavorable de la pandèmia de COVID-19, el repartiment de premis també es va dur a terme amb importants restriccions durant l'any 2021, per tal d'exposar les persones afectades al menor perill possible. Així, l'entrega dels premis es va tornar a fer de forma híbrida: els nominats i els guanyadors es van sumar a l'esdeveniment a través de diverses plataformes digitals, preproduïdes i en directe en línia. Va ser presentada per l'actriu, presentadora i escriptora alemanya Annabelle Mandeng. L'estudi central es va instal·lar al pavelló esportiu més gran de la capital alemanya, des d'on es transmetia el programa al públic amant del cinema. Els esdeveniments de la celebració es van informar contínuament a les xarxes socials (Instagram, Twitter, Facebook).
El 21 de setembre de 2019, l'Acadèmia del Cinema Europeu va completar la llista de selecció, per la qual els vint països amb més membres de l'acadèmia podien votar directament una pel·lícula cadascun, la resta les va decidir el comitè de selecció de l'EFA, que incloïa la junta directiva de l'acadèmia, així com sis experts convidats. La llista incloïa 53 llargmetratges i 15 documentals.
La llista de nominats per al premi es va anunciar el 9 de novembre de 2021 al Festival de Cinema Europeu de Sevilla. El 2021, el nombre de premis va augmentar amb dues noves categories. En lloc del premi del públic atorgat fins al 2019, en base a l'acord entre el Parlament Europeu (PE) i l'Acadèmia del Cinema Europeu (EFA), a la gala es va lliurar un premi de cinema conjunt sota el nom de Premi Lux de l'Acadèmia de Cinema Europeu. El guanyador de la votació pública (col·lectiva) es va anunciar el 9 de juny de 2021 al Parlament Europeu.
En conseqüència, el 2021 es van atorgar premis en 26 categories:
- 10 en la categoria artística per ser elegits pels vots dels socis;
- 8 premis d'excel·lència del jurat en les categories tècniques;
- 5 en categories de premis especials;
- 3 en categories de premis del públic.

El llargmetratge més reeixit de la cerimònia del premi és Quo vadis, Aida?, de la directora bosniana Jasmila Žbanić. El seu impactant treball sobre la massacre de Srebrenica, coproduït per nou països, va ser premiada en tres categories importants: millor pel·lícula europea, millor direcció i la seva protagonista, Jasna Đuričić, va guanyar la de millor actriu. El primer llargmetratge de l'autor i guionista francès Florian Zeller, El pare, va obtenir el premi al millor actor i al millor guió. D'altra banda, el documental d'animació Flugt del director danès Jonas Poher Rasmussen va guanyar en les categories de millor documental i millor pel·lícula d'animació, així com el premi Universitari.
La convidada d'honor a la gala de premis va ser la directora, guionista i productora danesa Susanne Bier, que va rebre el Premi del mèrit europeu al Cinema Mundial en reconeixement de la seva "rica i extensa carrera internacional". D'altra banda, la cineasta hongaresa Márta Mészáros va rebre el premi a la trajectòria de l'Acadèmia de Cinema Europea "en reconeixement de la seva tasca destacada". Li va lliurar el premi la també directora hongaresa Ildikó Enyedi.

## Pel·lícules seleccionades

### Llargmetratge
La primera part de la selecció de llargmetratges anunciada el 24 d'agost de 2021.
1. 200 Meters – Ameen Nayfeh (, , )
2. A Chiara – Jonas Carpignano (, )
3. Ha'berech (הַבֶּרֶךְ) – Nadav Lapid (, , )
4. Ammonite – Francis Lee ()
5. Und morgen die ganze Welt – Julia von Heinz ()
6. Annette – Leos Carax (, , , , )
7. Mila (Μήλα) – Christos Nikou (, , )
8. Assandira – Salvatore Mereu ()
9. Babardeală cu bucluc sau porno balamuc – Radu Jude (, , , )
10. Dasatskisi (დასაწყისი) – Dea Kulumbegashvili (, )
11. Okul Tıraşı – Ferit Karahan (, )
12. Hytti nro 6 – Juho Kuosmanen (, , , )
13. Konferentsia (Конференция) – Ivan Tverdovski (, , , )
14. Dorogie tovarixtxi! (Дорогие товарищи!) – Andrei Konchalovsky ()
15. Fabian oder Der Gang vor die Hunde – Dominik Graf ()
16. Rengeteg – mindenhol látlak – Bence Fliegauf ()
17. Gaza mon amour – Tarzan Nasser i Arab Nasser (, , , )
18. Bonne mère – Hafsia Herzi ()
19. Große Freiheit – Sebastian Meise (, )
20. L'esdeveniment – Audrey Diwan ()
21. Hammamet – Gianni Amelio ()
22. Hine Anachnu (הנה אנחנו) – Nir Bergman (, )
23. Zgjoi – Blerta Basholli (, , , )
24. L'home perfecte – Maria Schrader ()
25. Luzzu – Alex Camilleri ()
26. Természetes fény – Dénes Nagy (, , , )
27. Śniegu już nigdy nie będzie – Małgorzata Szumowska, Michał Englert (, )
28. La Nuit des rois – Philippe Lacôte (, , , )
29. A prop teu – Uberto Pasolini (, , )
30. Oaza – Ivan Ikic (, , , )
31. Petite Maman – Céline Sciamma ()
32. La febre de Petrov – Kirill Serebrennikov ()
33. Pleasure – Ninja Thyberg (, , )
34. Felkészülés meghatározatlan ideig tartó együttlétre – Lili Horvát ()
35. Promising Young Woman – Emerald Fennell ()
36. Quo Vadis, Aida? – Jasmila Žbanić (, , , , , , , , )
37. Retfærdighedens Ryttere – Anders Thomas Jensen (, )
38. Supernova – Harry Macqueen ()
39. El ventre del mar – Agustí Villaronga ()
40. The Dig – Simon Stone ()
41. Le Mif – Fred Baillif ()
42. El pare – Florian Zeller (, )
43. Das Mädchen und die Spinne – Ramon Zürcher, Silvan Zürcher ()
44. È stata la mano di Dio – Paolo Sorrentino ()
45. De uskyldige – Eskil Vogt ()
46. Le sorelle Macaluso – Emma Dante ()
47. The Mauritanian – Kevin Macdonald (, , )
48. Kitoboy – Philipp Iuriev (, , )
49. Verdens verste menneske – Joachim Trier (, , , )
50. Titane – Julia Ducournau (, )
51. Tove – Zaida Bergroth (, )
52. Razjimaya kulaki (Разжимая кулаки) – Kira Kovalenko ()
53. Què veiem quan mirem cap al cel? (რას ვხედავთ როდესაც ცას ვუყურებთ?) – Alexandre Koberidze (, )

### Documentals
La selecció de 15 pel·lícules documentals es va anunciar el 24 d'agost de 2021.
1. Nová šichta – Jindřich Andrš ()
2. A Song Called Hate – Anna Hildur Hildibrandsdóttir ()
3. All-In – Volkan Üce (, , )
4. Babi Yar. Context – Serguí Loznítsia (, )
5. Flugt – Jonas Poher Rasmussen (, , , )
6. Gorbačovs. Paradīze – Vitali Manski (, )
7. Les Enfants Terribles – Ahmet Necdet Cupur (, , )
8. Herr Bachmann und seine Klasse – Maria Speth ()
9. Taming the Garden – Salomé Jashi (, , )
10. The Banality of Grief – Jon Bang Carlsen ()
11. The First 54 Years: An Abbreviated Manual for Military Occupation – Avi Mograbi (, , , )
12. The Most Beautiful Boy in the World – Kristina Lindström, Kristian Petri ()
13. The Other Side of the River – Antonia Kilian (, )
14. The Rain Will Never Stop – Alina Gorlova (, , , )
15. We (Nous) – Alice Diop ()

### Curtmetratges
El premi al curtmetratge europeu 2021 es presenta en col·laboració amb els següents festivals de cinema europeus (a causa de la pandèmia de la COVID-19, la llista de festivals i les dates dels festivals estan subjectes a canvis; els festivals també es poden celebrar en línia). El festival participant tria un candidat cadascun i, posteriorment, nomina cinc curtmetratges per al premi principal.
- 10-16 d'octubre de 2020: Festival Internacional de Curtmetratges de Xipre () - The News (dir. Lorin Terezi)
- 15-25 d'octubre de 2020: Festival Internacional de Cinema de Riga () - Push This Button If You Begin to Panic (dir. Gabriel Böhmer)
- 19-25 d'octubre de 2020: Festival de curtmetratges d'Uppsala () - Maalbeek (dir. Ismaël Joffroy Chandoutis)
- 24–31 d'octubre de 2020: Setmana Internacional de Cinema de Valladolid () - El mártir (dir. Fernando Pomares)
- 3-8 de novembre de 2020: Internationale Kurzfilmtage Winterthur () - Dustin (dir. Naïla Guiguet)
- 4-15 de novembre de 2020: Festival de Cinema de Cork () - Blue Fear (dir. Marie Jacotey i Lola Halifa-Legrand)
- 17-25 de novembre de 2020: Black Nights Film Festival – PÖFF Shorts () - Precious (dir. Paul Mas)
- 5-12 de desembre de 2020: Festival Internacional de Curtmetratges de Lovaina () - Marlon Brando (dir. Vincent Tilanus)
- 29 de gener - 6 de febrer de 2021: Festival Internacional de Curtmetratges de Clermont-Ferrand () - Beyond is the Day (dir. Damian Kocur)
- 1-7 de febrer de 2021: Festival Internacional de Cinema de Rotterdam () - Flowers Blooming in Our Throats (dir. Eva Giolo)
- 1-5 de març de 2021: Festival Internacional de Cinema de Berlín () - Easter Eggs (dir. Nicolas Keppens)
- 10-14 de març de 2021: Festival de Cinema de Tampere () - Mission: Hebron (dir. Rona Segal)
- 14-18 d'abril de 2021: Go Short - Festival internacional de curtmetratges de Nijmegen () - "The Natural Death of a Mouse" (dir. Katharina Huber)
- 27 de maig - 6 de juny de 2021: VIENNA SHORTS – Festival Internacional de Curtmetratges () - Bella (dir. Thelyia Petraki)
- 30 de maig - 6 de juny de 2021: Festival de cinema de Cracòvia () - Ocultar (dir. Daniel Gray)
- 1-7 de juny de 2021: Kurzfilm Festival Hamburg () - Minnen (dir. Kristin Johannessen)
- 6-17 de juliol de 2021: Festival Internacional de Cinema de Canes () - Desplaçats (dir. Samir Karahoda)
- 16-25 de juliol de 2021: Curtas Vila do Conde - Festival Internacional de Cinema () - Vo (dir. Nicolas Gourault)
- 27-31 de juliol de 2021: Motovun Film Festival () - Armadila (dir. Gorana Jovanović)
- 4-14 d'agost de 2021: Festival Internacional de Cinema de Locarno () - In Flow of Words (dir. Eliane Esther Bots)
- 13-20 d'agost de 2021: Festival de Cinema de Sarajevo () - My Uncle Tudor (dir. Olga Lucovnicova)
- 30 d'agost - 5 de setembre de 2021: OFF – Odense International () - The Long Goodbye (dir. Aneil Karia)
- 1-11 de setembre de 2021: Mostra Internacional de Cinema de Venècia () - Fall of the Ibis King (dir. Mikai Geronimo i Josh O'Caoimh)
- 18-25 de setembre de 2021: Encounters Film Festival () - Zonder Meer (dir. Meltse Van Coillie)
- 19 - 25 de setembre de 2021: Festival Internacional de Curtmetratges de Drama () - Nha Sunhu (dir. José Magro)

## Premis atorgats pels membres de l'acadèmia
Els guanyadors estan en fons groc i en negreta.

### Millor pel·lícula europea
| Títol                  | Director(s)      | Productor(s)                                                                                           | País   |
| ---------------------- | ---------------- | --- | ------ |
| Quo Vadis, Aida?       | Jasmila Žbanić   | Damir Ibrahimović, Jasmila Žbanić                                                                      | /      |
| Hytti nro 6            | Juho Kuosmanen   | Jussi Rantamäki, Riina Sildos, Jamila Wenske, Melanie Blocksdorf, Natalia Drozd-Makan, Sergey Selyanov | /      |
| El pare                | Florian Zeller   | Philippe Carcassonne, Jean-Louis Livi, David Parfitt                                                   | /      |
| È stata la mano di Dio | Paolo Sorrentino | Paolo Sorrentino, Lorenzo Mieli                                                                        | Itàlia |
| Titane                 | Julia Ducournau  | Jean-Christophe Reymond, Amaury Ovise, Jean-Yves Roubin, Cassandre Warnauts                            | /      |

### Millor director europeu
| Receptor(s)      | Títol                                  |
| ---------------- | -------------------------------------- |
| Jasmila Žbanić   | Quo Vadis, Aida?                       |
| Radu Jude        | Babardeală cu bucluc sau porno balamuc |
| Florian Zeller   | El pare                                |
| Paolo Sorrentino | È stata la mano di Dio                 |
| Julia Ducournau  | Titane                                 |

### Millor actriu europea
| Receptor(s)      | Títol                         | Paper           |
| ---------------- | ----------------------------- | --------------- |
| Jasna Đuričić    | Quo Vadis, Aida?              | Aida Selmanagic |
| Seidi Haarla     | Hytti nro 6                   | Laura           |
| Carey Mulligan   | Promising Young Woman         | Cassandra       |
| Renate Reinsve   | The Worst Person in the World | Julie           |
| Agathe Rousselle | Titane                        | Alexia / Adrien |

### Millor actor europeu
| Receptor(s)     | Títol           | Paper                 |
| --------------- | --------------- | --------------------- |
| Anthony Hopkins | El pare         | Anthony               |
| Yuri Borisov    | Hytti nro 6     | Vadim                 |
| Vincent Lindon  | Titane          | Vincent               |
| Tahar Rahim     | The Mauritanian | Mohamedou Ould Salahi |
| Franz Rogowski  | Große Freiheit  | Hans Hoffmann         |

### Millor guió europeu
| Receptor(s)                        | Títol                                  |
| ---------------------------------- | -------------------------------------- |
| Florian Zeller Christopher Hampton | El pare                                |
| Radu Jude                          | Babardeală cu bucluc sau porno balamuc |
| Paolo Sorrentino                   | È stata la mano di Dio                 |
| Jasmila Žbanić                     | Quo Vadis, Aida?                       |
| / Joachim Trier Eskil Vogt         | The Worst Person in the World          |

### Premis a l'Excel·lència EFA
Els guanyadors es van anunciar el 16 de novembre de 2021. Els membres del jurat eren Camilla Hjelm, Matt Kasmir, Jelena Maksimovic, Ursula Patzak, Célia Sayaphoum, Francis "Kiko" Soeder, Başar Ünder i Leendert van Nimwegen.

### Millor fotografia - Premi Carlo di Palma
| Receptor(s)      | Títol          |
| ---------------- | -------------- |
| Crystel Fournier | Große Freiheit |

### Millor muntatge
| Receptor(s)       | Títol            |
| ----------------- | ---------------- |
| Mukharam Kabulova | Razjimaya kulaki |

### Millor direcció artística
| Receptor(s) | Títol            |
| ----------- | ---------------- |
| Márton Ágh  | Természetes fény |

### Millor dissenyador de vestuari
| Receptor(s)      | Títol    |
| ---------------- | -------- |
| Michael O'Connor | Ammonite |

### Millor compositor
| Receptor(s)                        | Títol          |
| ---------------------------------- | -------------- |
| Nils Petter Molvær Peter Brötzmann | Große Freiheit |

### Millor disseny de so
| Receptor(s)                | Títol        |
| -------------------------- | ------------ |
| Gisle Tveito Gustaf Berger | De uskyldige |

### Millor maquillatge i perruqueria
| Receptor(s)                                 | Títol  |
| ------------------------------------------- | ------ |
| Flore Masson Olivier Afonso Antoine Mancini | Titane |

### Millors efectes visuals
| Receptor(s)               | Títol |
| ------------------------- | ----- |
| Peter Hjorth Fredrik Nord | Lamb  |

## Premis de cinema no basats en una selecció de llargmetratges
Font:

### Comèdia europea
El premi s'entrega al director d'un llargmetratge de comèdia europea destinada a l'estrena en cinemes.
| Títol              | Director(s)        | País    |
| ------------------ | ------------------ | ------- |
| Ninjababy          | Yngvild Sve Flikke | Noruega |
| Sogra per sorpresa | Méliane Marcaggi   | França  |
| Sentimental        | Cesc Gay           | Espanya |

### Descobriment europeu - Prix FIPRESCI
En col·laboració amb FIPRESCI, la Federació Internacional de Crítics de Cinema, el premi es lliura a un director pel seu primer llargmetratge europeu destinat a l'estrena en cinemes. Els nominats es van anunciar el 12 d'octubre de 2021. Les nominacions de 2021 van ser determinades per un comitè format pels membres de la junta directiva de l'Acadèmia del Cinema Europeu Anita Juka (Croàcia) i Joanna Szymańska (Polònia), la productora/guionista Paula Alvarez Vaccaro (Regne Unit, Itàlia), la productora Vladimer Katcharava (Geòrgia) així com els crítics de cinema Marta Balaga (Finlàndia, Polònia), Janet Baris (Turquia), Andrei Plakhov (Rússia), Frédéric Ponsard (França) i Britt Sørensen (Noruega) com a representants de FIPRESCI,
| Director(s)         | Títol                 |
| ------------------- | --------------------- |
| Emerald Fennell     | Promising Young Woman |
| Dea Kulumbegashvili | Dasatskisi            |
| Valdimar Jóhannsson | Lamb                  |
| Laura Wandel        | Un monde              |
| Ninja Thyberg       | Pleasure              |
| Filip Iuriev        | Kitoboy               |

### Documental europeu
El premi es lliura al director d'un documental europeu destinat a l'estrena en cinemes.
| Títol                               | Director(s)                         | País     |
| ----------------------------------- | ----------------------------------- | -------- |
| Flugt                               | Jonas Poher Rasmussen               | /        |
| Babi Yar. Context                   | Serguí Loznítsia                    | /        |
| The Most Beautiful Boy in the World | Kristina Lindström & Kristian Petri | Suècia   |
| Mr Bachmann and His Class           | Maria Speth                         | Alemanya |
| Taming the Garden                   | Salomé Jashi                        | /        |

### Llargmetratge d'animació europeu
En col·laboració amb CARTOON, l'Associació Europea de Cinema d'Animació, el premi es lliura al director d'un llargmetratge d'animació europeu destinat a l'estrena en cinemes.
| Títol                                          | Director(s)                     | País |
| ---------------------------------------------- | ------------------------------- | ---- |
| Flugt                                          | Jonas Poher Rasmussen           | /    |
| La meva mare és una goril·la                   | Linda Hambäck                   | /    |
| Ratolins i guineus: Una amistat d'un altre món | Denisa Grimmová & Jan Bubenícek | /    |
| On és Anne Frank?                              | Ari Folman                      | /    |
| Wolfwalkers                                    | Tomm Moore & Ross Stewart       | /    |

### Curtmetratge europeu
El premi es lliura al director d'un curtmetratge europeu. Els cinc curtmetratges finals van ser nominats de la llista definitiva pels festivals participants.
| Títol            | Director(s)        | País          | Idioma       |
| ---------------- | ------------------ | ------------- | ------------ |
| Nanu Tudor       | Olga Lucovnicova   | /             | Romanès, rus |
| Bella            | Thelyia Petraki    | Grècia        | Grec         |
| Pa vend          | Samir Karahoda     | Kosovo        | Albanès      |
| Easter Eggs      | Nicolas Keppens    | /             | Neerlandès   |
| In Flow of Words | Eliane Esther Bots | Països Baixos | -            |

## Premis del públic

### Premi Lux de l'Acadèmia de Cinema Europeu
Presentat en col·laboració amb el Parlament Europeu i en col·laboració amb la Comissió Europea i Europa Cinemas, el premi es basa en el Premi LUX, el premi cinematogràfic del Parlament Europeu establert l'any 2007 com a símbol del compromís del Parlament Europeu amb la cultura, i el premi d’elecció popular de l'EFA. Continua construint ponts per tot Europa, com un dels objectius del Premi LUX, aportant llum a les pel·lícules que es troben al cor del debat públic europeu. El premi té com a objectiu enfortir els llaços entre la política i la ciutadania, convidant el públic europeu a convertir-se en protagonistes actius votant per les seves pel·lícules preferides.
Les tres pel·lícules nominades són visionades pel públic als cinemes (en línia si la situació ho requereix) d'arreu d'Europa, a través dels LUX Film Days (febrer – maig) i la LUX Audience Week (març o maig segons la data de la cerimònia). La votació s'obre al públic des del dia 1 després de la cerimònia de l'EFA fins a dues setmanes abans de la cerimònia LUX. Els membres del Parlament Europeu voten des de principis de març fins al dia abans de la cerimònia de lliurament de premis (cronologia exacta a determinar/per confirmar). La classificació final es determinarà combinant les puntuacions del vot públic i les valoracions dels diputats al Parlament Europeu, amb un pes de cada grup del 50 per cent. La pel·lícula amb la valoració mitjana més alta serà la guanyadora.
| Títol           | Director(s)       | País |
| --------------- | ----------------- | ---- |
| Colectiv        | Alexander Nanau   | /    |
| Una altra ronda | Thomas Vinterberg | /    |
| Boże Ciało      | Jan Komasa        | /    |

### Premi EFA del Públic Jove (YAA)
El premi es lliura al director d'una pel·lícula europea que s'adreça a un públic d'entre 12 i 14 anys.
| Títol                | Director(s)              | País    |
| -------------------- | ------------------------ | ------- |
| Flukten over grensen | Johanne Helgeland        | Noruega |
| Pinocchio            | Matteo Garrone           | /       |
| Wolfwalkers          | Tomm Moore, Ross Stewart | /       |

### Premi de Cinema Universitari Europeu (EUFA)
Presentat en col·laboració amb el Filmfest Hamburg, el premi implica activament estudiants universitaris, difon la "idea europea" i transporta l'esperit del cinema europeu a un públic de 20 a 29 anys. També dona suport a la difusió cinematogràfica, l'educació cinematogràfica i la cultura del debat. Basat en la Selecció de llargmetratges 2021 i la Selecció de documentals 2021, el Filmfest Hamburg i l'EFA nominan cinc pel·lícules. Posteriorment es visualitzen en sessions tancades no comercials del jurat i es discuteixen a les universitats participants. Els estudiants de cada institució seleccionen la seva pel·lícula preferida. The nominations were announced on 28 September 2021.
| Títol            | Director(s)           | País   |
| ---------------- | --------------------- | ------ |
| Flugt            | Jonas Poher Rasmussen | /      |
| Mila             | Christos Nikou        | /      |
| Große Freiheit   | Sebastian Meise       | /      |
| L'esdeveniment   | Audrey Diwan          | França |
| Quo Vadis, Aida? | Jasmila Žbanić        | /      |

## Premi Eurimages
- Maria Ekerhovd[25]

## Premis honoraris

### Premi EFA a la narració innovadora
- Steve McQueen per Small Axe[26]

### Premi del mèrit europeu al Cinema Mundial
- Susanne Bier

### Premi a la trajectòria
- Márta Mészáros

## Galeria

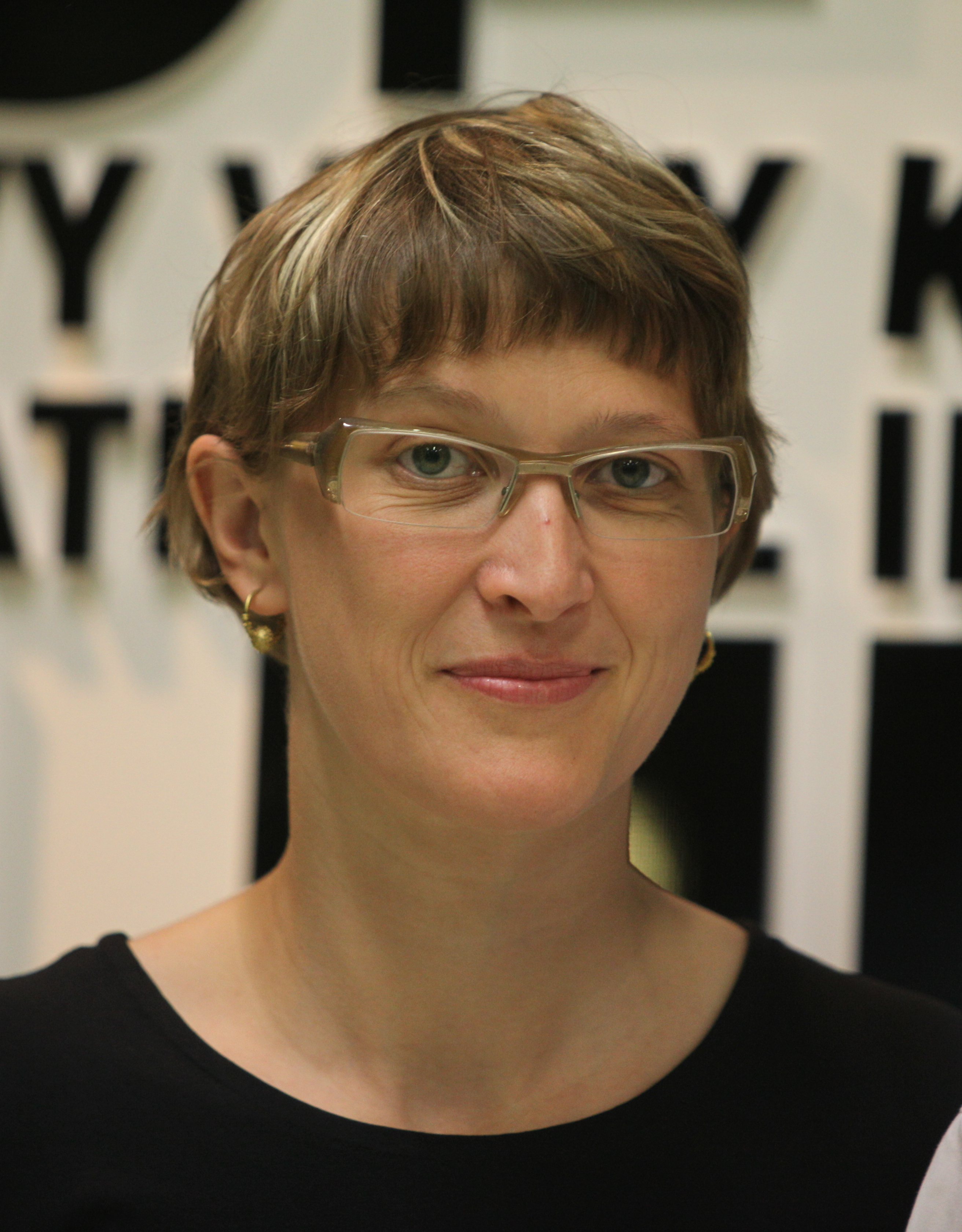
Jasmila Žbanić, millor pel·lícula i director
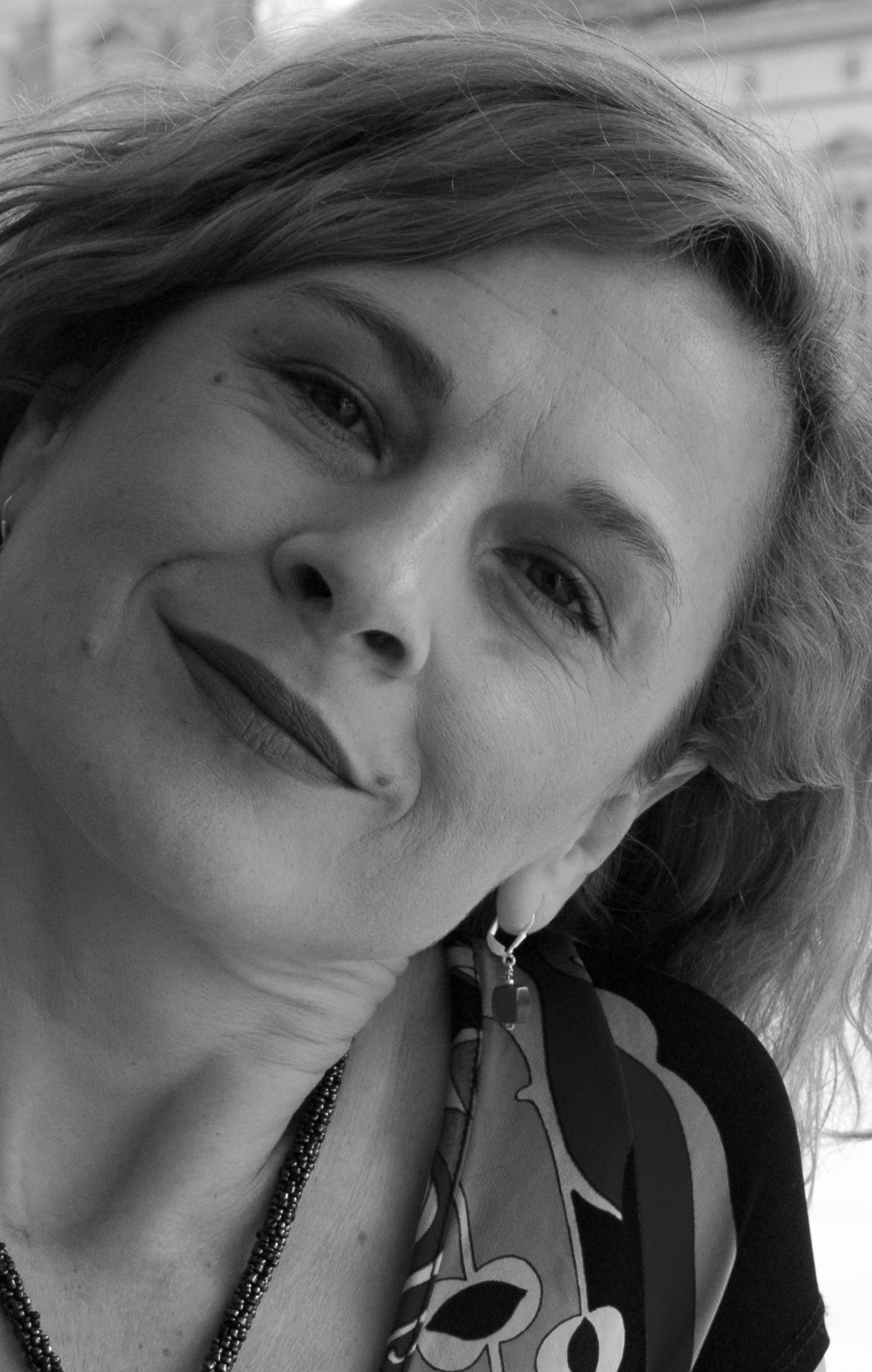
Jasna Đuričić, millor actriu
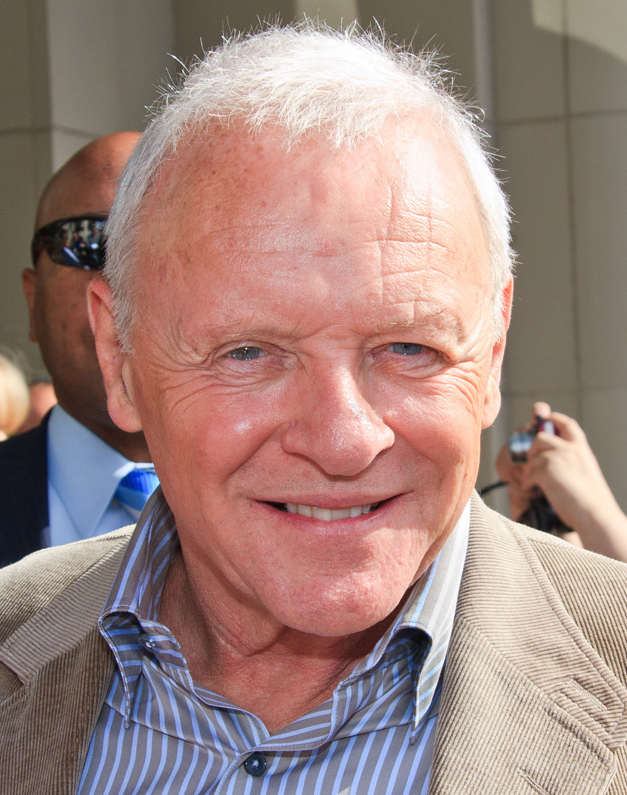
Anthony Hopkins, millor actor
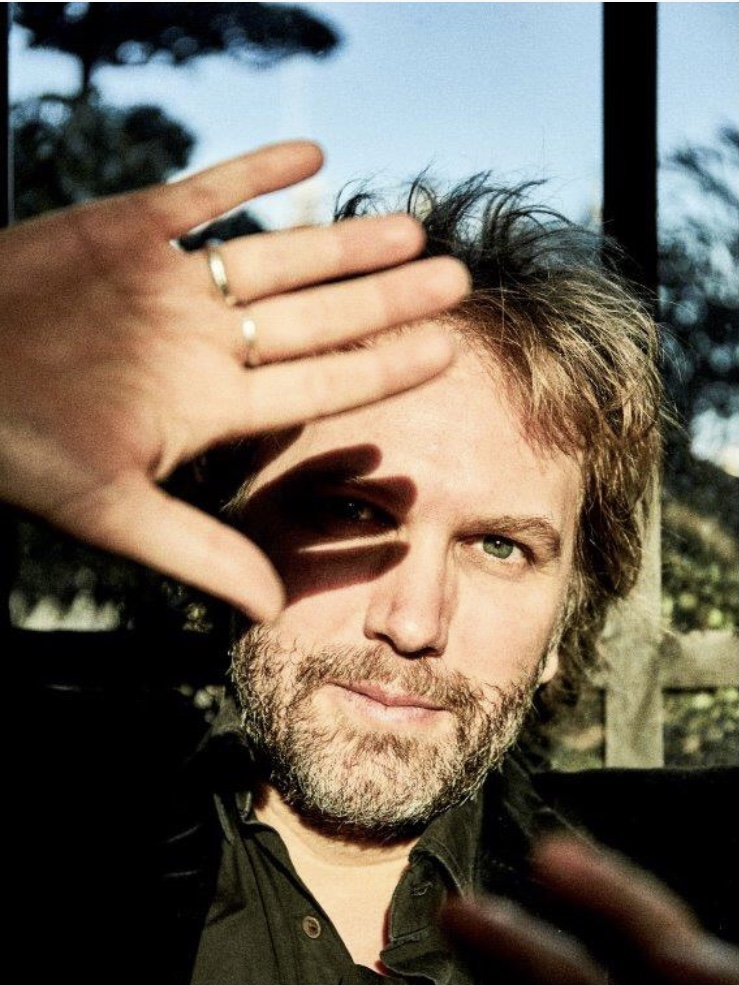
Florian Zeller, millor guió
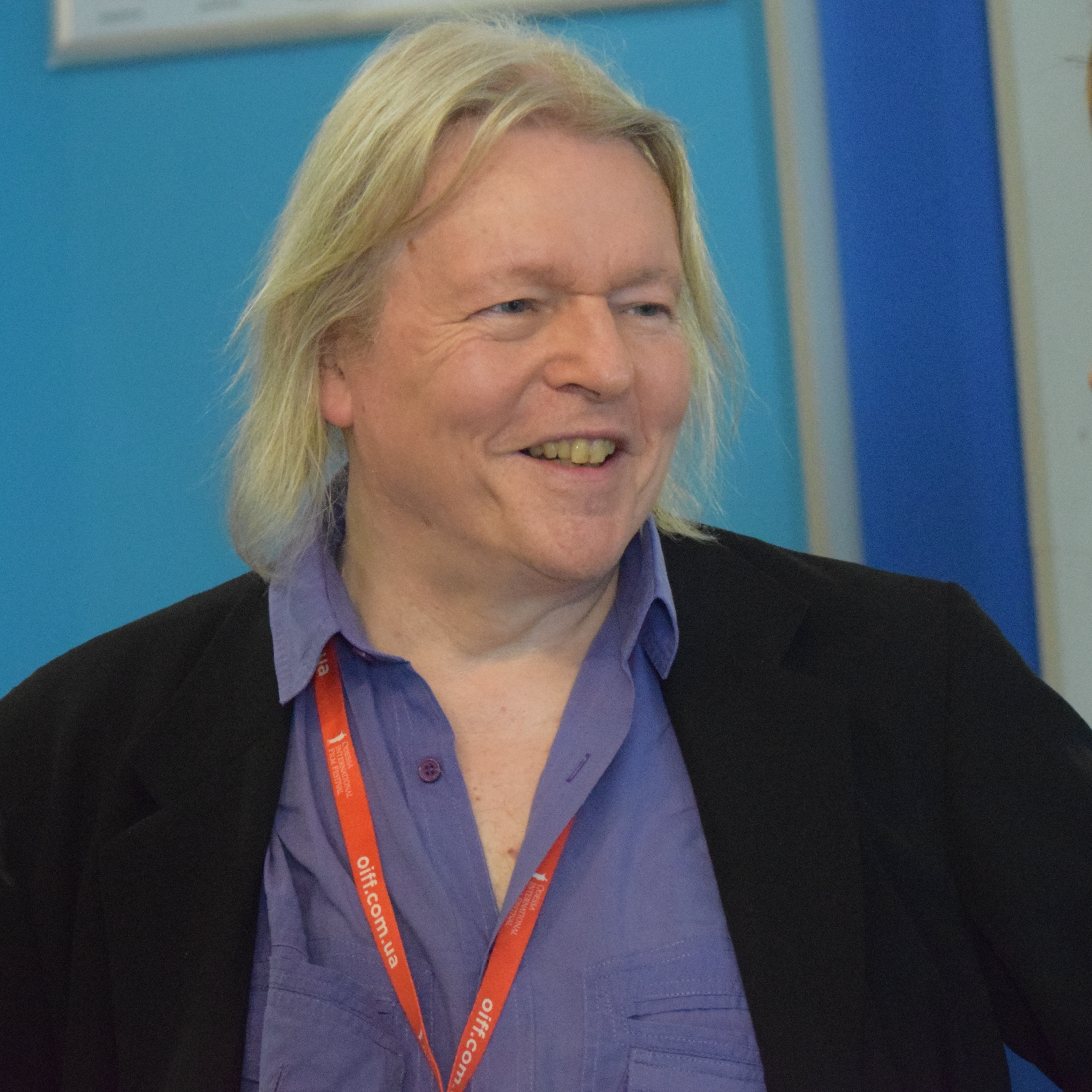
Christopher Hampton, millor guió
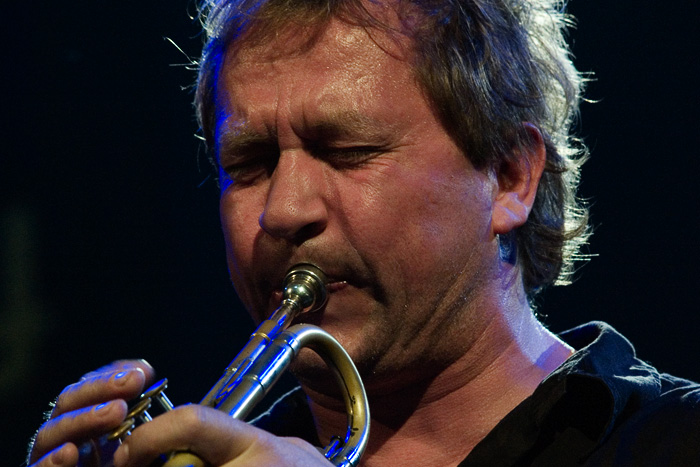
Nils Petter Molvær, millor música
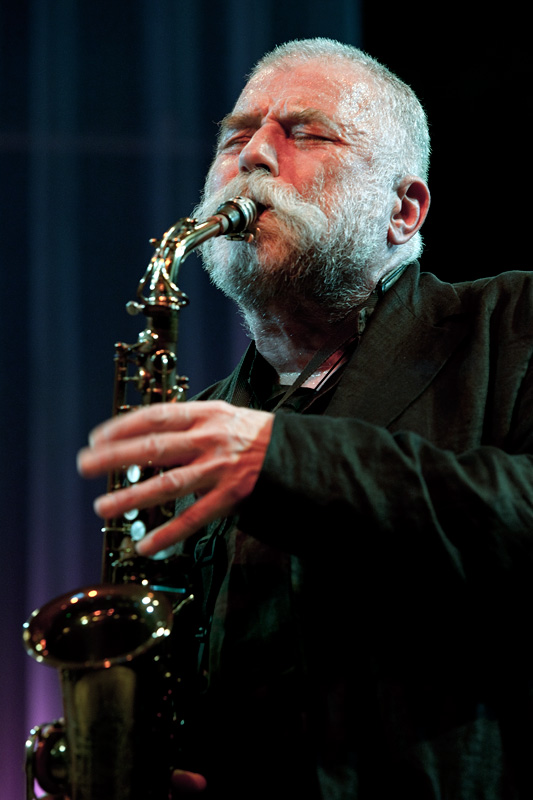
Peter Brötzmann, millor música
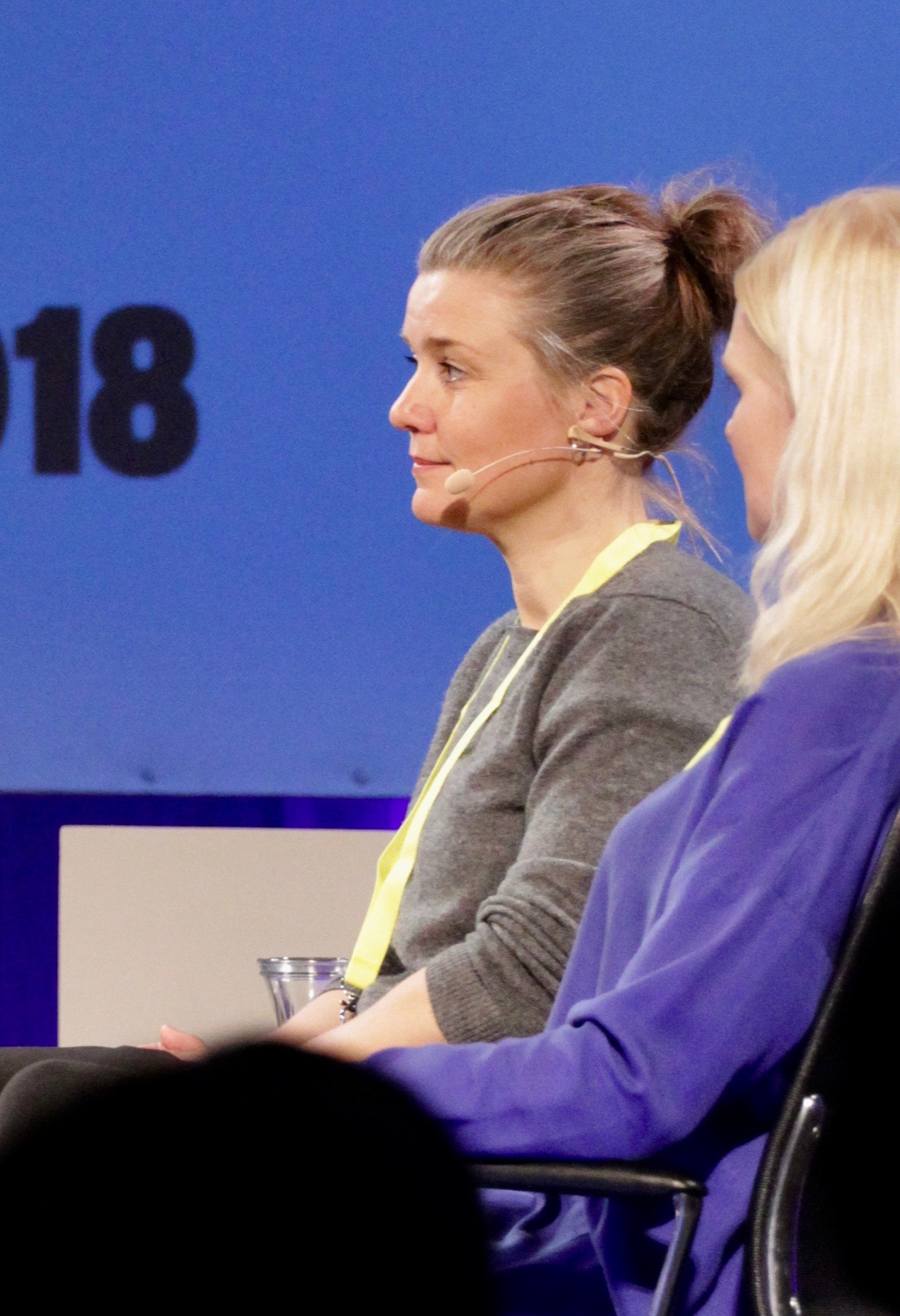
Yngvild Sve Flikke, millor comèdia europea
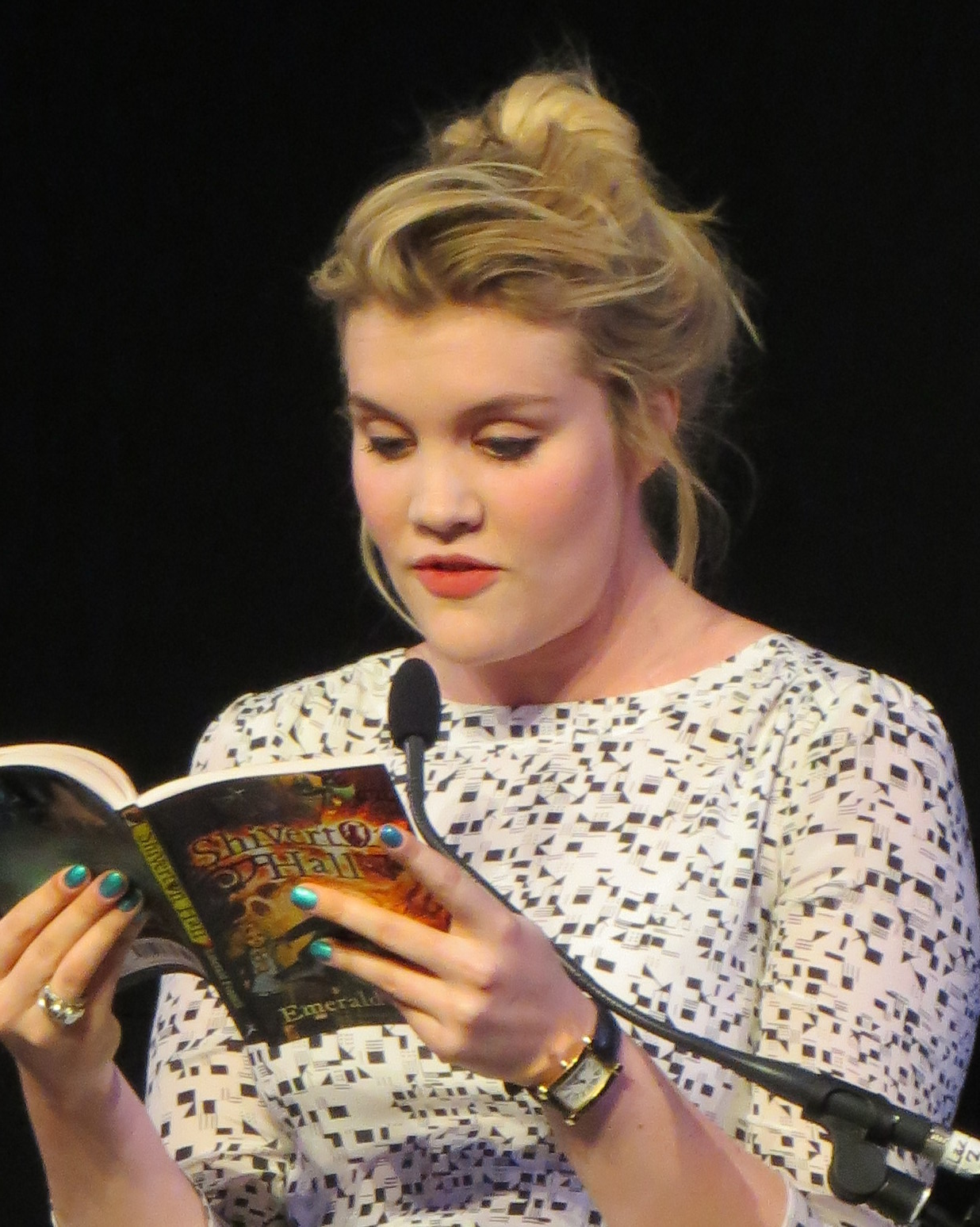
Emerald Fennell, descobriment europeu
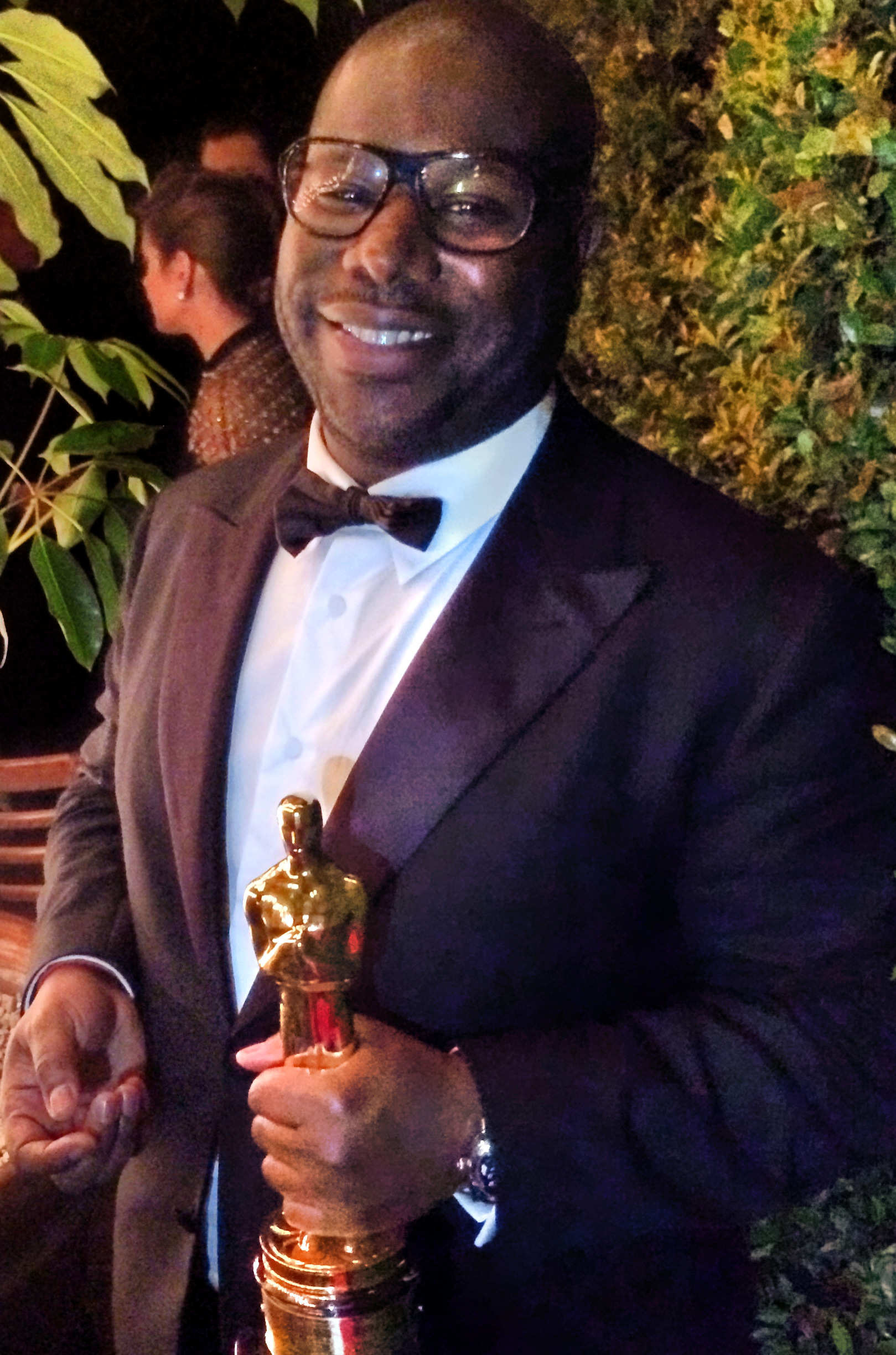
Steve McQueen, millor innovació narrativa
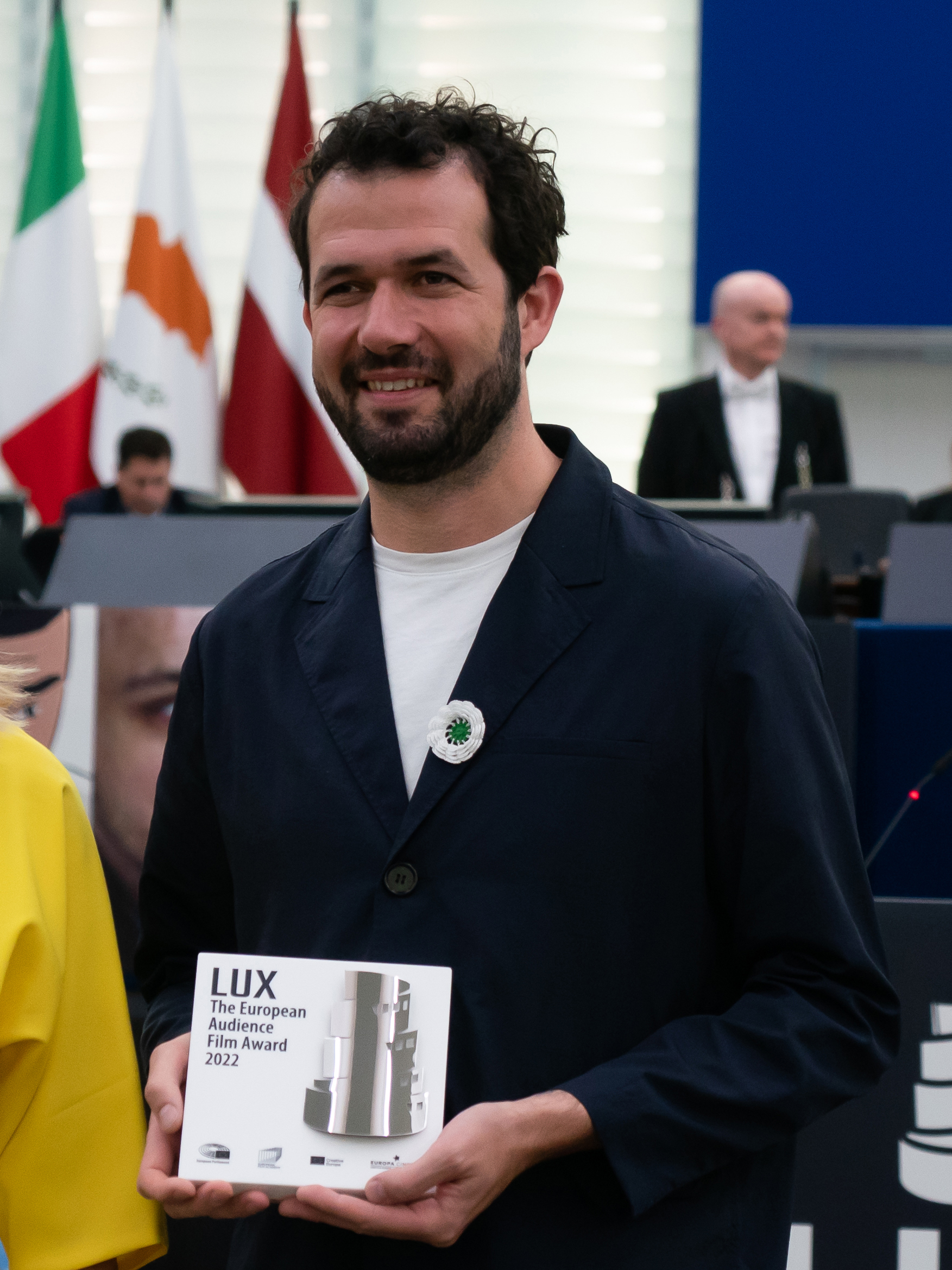
Jonas Poher Rassmussen, millor documental i pel·lícula d'animació
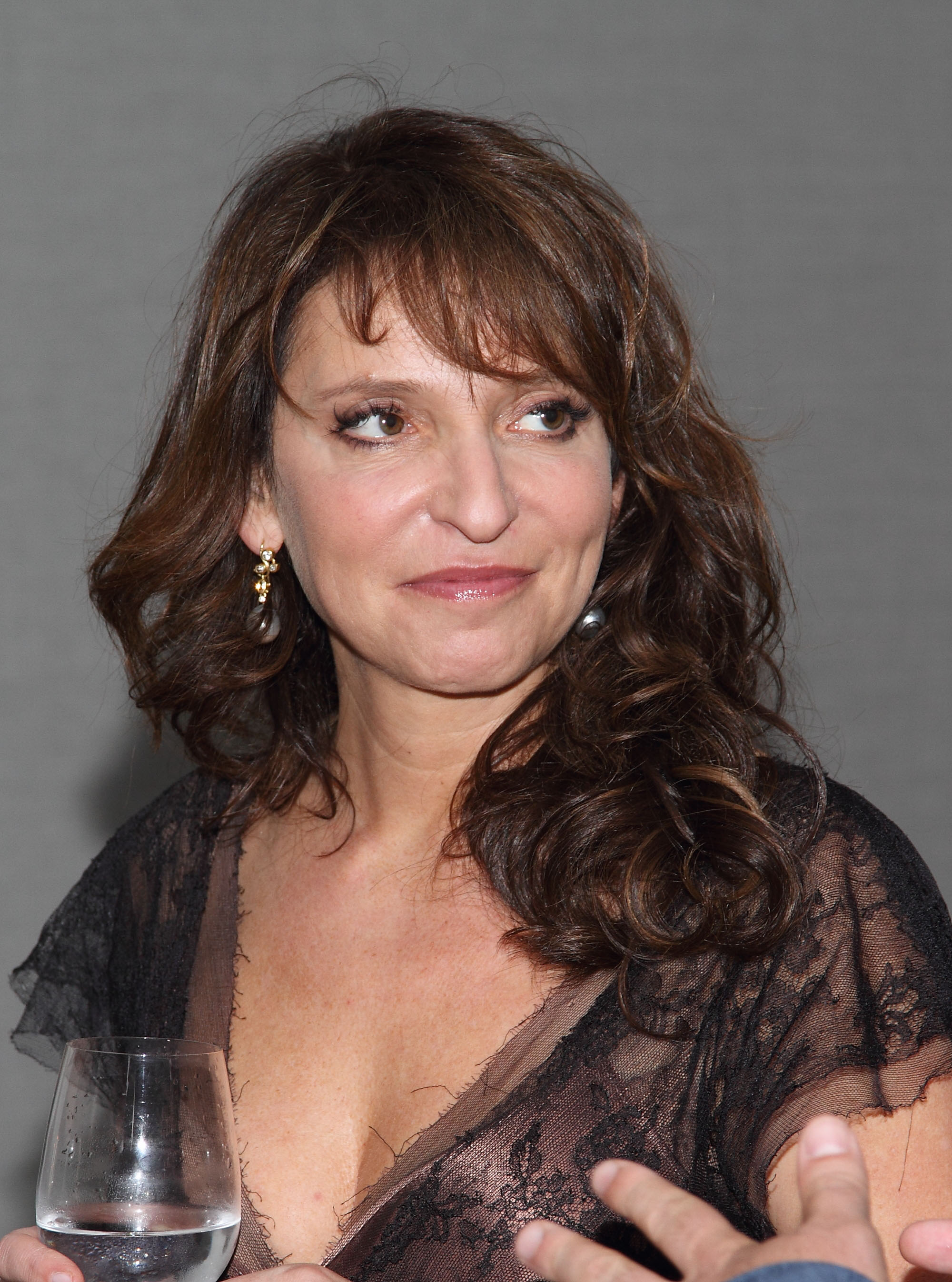
Susanne Bier, premi al mèrit europeu